# Cannabinoïde

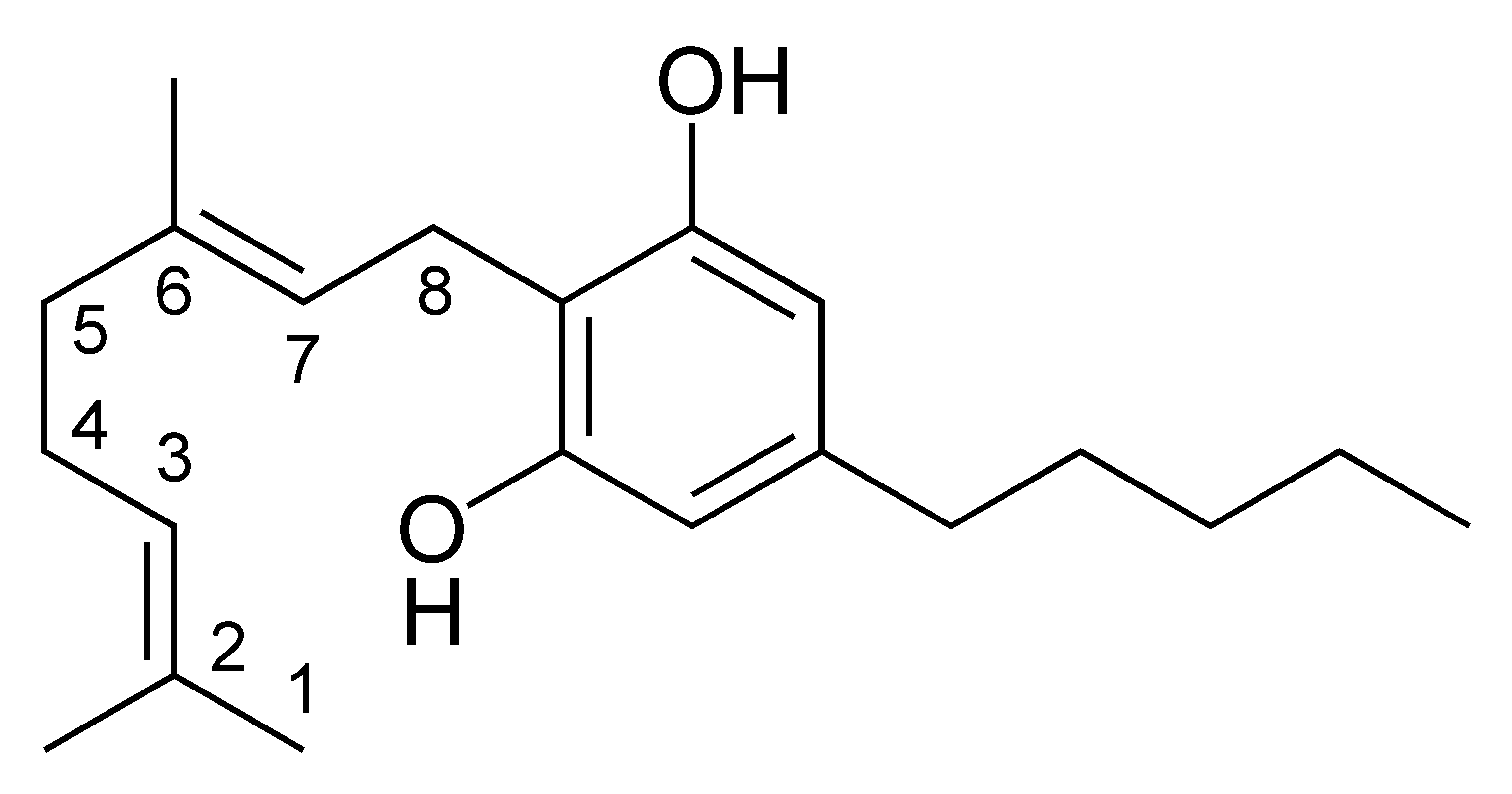
Structure chimique du cannabinoïde de type CBG

Les cannabinoïdes sont un groupe de substances chimiques qui activent les récepteurs cannabinoïdes présents dans le corps humain et chez les mammifères.
Le premier cannabinoïde isolé fut le tétrahydrocannabinol, puis le cannabidiol (CBD) et les autres cannabinoïdes. Ces découvertes ont été initiées et effectuées dans les années 1960 par le Pr. Raphael Mechoulam, chercheur israélien. Il existe environ 100 différents cannabinoïdes présents dans la plante de cannabis et des chercheurs dans le monde entier étudient actuellement leurs potentiels effets thérapeutiques et leurs mécanismes de fonctionnement dans le corps humain.
Il existe trois types de cannabinoïdes :
- les cannabinoïdes végétaux (phytocannabinoïdes), présents dans les Cannabis sp. ou produits de la dégradation du tétrahydrocannabinol ;
- les cannabinoïdes endogènes (endocannabinoïdes) sécrétés par certains organismes animaux ;
- les cannabinoïdes synthétiques, élaborés en laboratoire.

## Cannabinoïdes végétaux (phytocannabinoïdes)
En opposition aux cannabinoïdes synthétiques, les phytocannabinoïdes sont synthétisés par une plante. De ce fait, il est difficile de pouvoir garantir la composition finale de chaque échantillon végétal. Néanmoins, depuis 2003, certains producteurs hollandais sont en mesure de répondre à des normes pharmaceutiques strictes en matière de mesure de composition (THC, CBD) et aussi aux contrôles relatifs aux métaux lourds, pesticides, bactéries, moisissures. Les produits distribués depuis en pharmacie aux Pays-Bas sont au nombre de trois, tous produits par la Société Bedrocan :
- Bedrocan (18 % dronabinol) ;
- Bediol (11 %) ;
- Bedrobinol (6 % + 7,5 % CBD).

Le Bureau du Cannabis Médicinal , qui dépend directement du Ministère de la Santé et des Sports Hollandais, est chargé d'assurer le contrôle de la distribution de ces nouveaux médicaments. En 2008, 120 000 g de cannabis médical ont ainsi été vendus au travers du réseau des pharmacies.
À côté de ces médicaments, le Sativex (spray sublingual) a été développé essentiellement pour les malades atteints de sclérose en plaques. Il contient une quantité équivalente de THC et de CBD, et est fabriqué à partir d'extrait de plantes.
Le Cannador est aussi à l'étude. Ce serait un médicament sous forme de gélule liquide, également à base d'extraits de plante.[réf. nécessaire]

### Historique
Ces cannabinoïdes ont été découverts la première fois dans les années 1940, quand le cannabidiol (CBD) et le cannabinol (CBN) ont été identifiés. La structure du tétrahydrocannabinol (THC) a été déterminée la première fois en 1964. À cause de la similitude et de la facilité moléculaire de la conversion synthétique, on a cru à l'origine que le CBD était un précurseur normal du THC. Cependant, on sait maintenant que le CBD et le THC sont produits indépendamment dans le cannabis.

### Propriétés
Les cannabinoïdes végétaux sont presque insolubles dans l'eau mais solubles dans les lipides, les alcools, et d'autres dissolvants organiques non polaires. Tous les cannabinoïdes végétaux sont dérivés de leurs deux acides carboxyliques respectifs (2-COOH) par décarboxylation, c'est-à-dire catalysés par la chaleur, la lumière, ou les conditions alcalines. Ils sont produits naturellement par le cannabis, et sont concentrés dans une résine visqueuse qui est produite en structures glandulaires connues sous le nom de trichomes.

### Liste non exhaustive
Il y a plus de soixante cannabinoïdes végétaux connus. Le tétrahydrocannabinol (THC), le cannabidiol (CBD) et le cannabinol (CBN) sont les plus répandus et ont été les plus étudiés. Par hybridation, on a pu isoler des espèces produisant en plus grande quantité l'un ou l'autre de ces cannabinoïdes. Par exemple, le chanvre cultivé, principalement destiné à la production de fibres, contient de faibles quantités de THC mais plus de CBD et d'autres cannabinoïdes non psychotropes. Ainsi le chanvre industriel peut aussi être considéré comme potentiellement thérapeutique.
Parmi les autres moins connus, on peut citer :
- CBC ou cannabichromène ;
- CBL ou cannabicyclol ;
- CBV ou cannabivarol ;
- THCV ou tétrahydrocannabivarine ;
- CBDV ou cannabidivarine ;
- CBCV ou cannabichromevarine ;
- CBGV ou cannabigerovarine ;
- CBGM ou cannabigerol.

#### CBD ou cannabidiol
- Il atténue les effets secondaires du THC (fatigue, ivresse, anxiété, maux de ventre). Médicalement, il soulage les convulsions, l'inflammation, l'anxiété et les nausées. Il a aussi des propriétés anti-psychotiques, particulièrement importantes dans le cadre du traitement de la schizophrénie[4].

Le CBD a une plus grande affinité pour le récepteur CB2 que pour le récepteur CB1. Les CB2 étant notamment situés sur les cellules immunitaires T, le CBD agit au cœur du système immunitaire.
- Autre propriété médicinale du CBD est qu'il agit en tant que neuroprotecteur. Il existe plusieurs études qui assurent que le CBD contribue à rétablir les zones du cerveau endommagées par la mort neuronale chronique et aiguë.
- Le CBD contient lui-même des propriétés anxiolytiques et antidépressives.
- Des études ont été réalisées, indiquant que l'association de THC et CBD peut contribuer à pallier la spasticité (une tension et une raideur inhabituelles du tonus musculaire) provenant de maladies telles que la sclérose en plaques[5].
- Il se forme par oxydation du CBN qui lui se forme par oxydation du THC.
- Le CBD est particulièrement antioxydant.
- Le CBD pourrait avoir une certaine efficacité sur la protection neuronale contre le prion dans certains modèles animaux [6].

### Métabolisme
Une fois dans le corps, la plupart des cannabinoïdes sont métabolisés dans le foie, bien qu'une partie soit stockée dans les graisses.
Le delta-9-THC est métabolisé en 11-hydroxy-delta-9-THC, qui est alors métabolisé en 11-nor-9-carboxy-delta-9-THC.
Quelques métabolites du cannabis peuvent être détectés dans le corps et les urines après plusieurs semaines d'abstinence.

## Système endocannabinoïde - cannabinoïde endogène
Le système endocannabinoïde est un système de communication physiologique, composé de récepteurs membranaires CB1 et CB2, de ligands et d'enzymes responsables de la synthèse et de la dégradation de ces molécules. Le récepteur CB1 a été découvert en 1988 et a mis en évidence le fonctionnement du THC, responsable des effets euphorisants de la molécule. Le premier de ces composés fut isolé en 1992 et fut nommé anandamide (le nom vient du sanskrit Ananda, déesse de l'éternelle suavité). L'anandamide a un mode d'action très proche de celui du THC même si sa structure chimique est différente, il possède une grande affinité pour CB1.
Les endocannabinoïdes sont des dérivés d'acide gras formés à partir des lipides contenus dans les membranes de ces cellules. Ils sont capables d'activer les récepteurs CB1 et CB2 à la demande en réaction à un stimulus, ne sont pas stockés dans le corps, agissent localement et sont dégradés après leur synthèse.
L'avancée des recherches a permis de découvrir de nouveaux médiateurs : cinq endocannabinoïdes sont identifiés : trois sont apparentés à l'anandamide, les deux autres sont le 2-arachidonoyl glycérol (2-AG), et le 2-AG éther. Mais les chercheurs pensent qu'il en existe environ une dizaine.
Les dernières recherches visent à isoler les endocannabinoïdes comme essentiels dans le fonctionnement de l'organisme du fait de leur nombre beaucoup plus important que n'importe quel autre récepteur, ce qui permettrait d'expliquer les effets systémiques et généraux du cannabis et la variété de ses applications thérapeutiques. Ils stimuleraient notamment la libération d'autres neurotransmetteurs et joueraient un rôle dans la fertilité des spermatozoïdes.

### Récepteurs cannabinoïdes endogènes
- Les récepteurs CB1 :
ils se situent principalement dans le système nerveux central mais également en petite quantité dans le système nerveux périphérique. Les récepteurs CB1 agissent en agonistes des récepteurs protéine G et semblent être responsables des effets euphoriques et anticonvulsifs du cannabis en se fixant sur les récepteurs.
Au niveau du système nerveux central, on le retrouve principalement au niveau de l'hippocampe, du cortex associatif, du cervelet, des ganglions de la base (substance noire réticulée, striatum, globus pallidus particulièrement) et de la moelle épinière.
Au niveau du système nerveux périphérique, on le retrouve au niveau des poumons, du système gastro-intestinal, de l'utérus et des testicules.
Les récepteurs CB1 sont également retrouvés en moindre quantité dans l'hypothalamus, le thalamus et le tronc cérébral où ils joueraient pourtant un rôle important. [Lequel ?]
Le récepteur CB1 est un récepteur couplé aux protéines G. Il est principalement pré-synaptique, c'est-à-dire situé à l'extrémité distale de l'axone du neurone.
- On a également découvert que les récepteurs CB1 situés sur les terminaisons axonales des neurones inhibiteurs GABAergiques jouent un rôle clé dans la suppression de l'inhibition des neurones pyramidaux[7]. Quand ces neurones se dépolarisent, ils libèrent des endocannabinoïdes (ex: 2-AG) qui se lient aux récepteurs CB1 présynaptiques des interneurones GABAergiques. Cela réduit la libération de GABA, causant une suppression temporaire de l'inhibition. Ce mécanisme est crucial pour la plasticité synaptique[7].
- Les récepteurs CB2 :
ils se situent dans différentes parties du système immunitaire, dont la rate.
Les récepteurs CB2 agissent en antagonistes des récepteurs protéine G et semblent être responsables de l'effet anti-inflammatoire, et possiblement d'autres effets thérapeutiques du cannabis.

Les études effectuées[réf. souhaitée] jusqu’ici[Quand ?] semblent confirmer que ces récepteurs peuvent agir sur certains processus neurophysiologiques au niveau du cerveau.
Les chercheurs pensent qu'il existerait d'autres récepteurs cannabinoïdes.
Les chercheurs ont mis au point un type de récepteur capable de rendre incontrôlable le cannabis[réf. souhaitée].

### Rôles ou effets des endocannabinoïdes
Ils sont encore mal compris, mais ne sont pas comparables à ceux du cannabis :
- ils ne sont libérés qu'en petites quantités et dans des endroits bien définis ;
- ils sont rapidement éliminés (alors qu'au contraire, la consommation de cannabis induit une concentration massive de THC, qui s'il se fixe sur les mêmes récepteurs, est présent en une telle concentration qu'il ne peut être rapidement éliminé, ce qui modifie notablement ses effets) ;
- ils ont tous les caractéristiques des neurotransmetteurs, avec une seule différence : contrairement aux neurotransmetteurs qui sont synthétisés en continu par les cellules nerveuses dans le cytoplasme puis stockés sous forme de vésicules, les endocannabinoïdes sont synthétisés « à la demande », donc après stimulation ;
- ils ne sont pas stockés sous forme de vésicule (en raison de leur nature lipidique) mais diffusent librement juste après leur production. En effet, les endocannabinoïdes ne peuvent être produits en continu car rapidement inactivés par hydrolyse (enzymatique) ;
- ils peuvent être hydropéroxydés par deux types d'enzymes : les lipo-oxygénases et les cycloxygénases.
L'acide hydroxyéïcosatétranoïque (HETE) est le produit obtenu après catalyse du 2-AG par la lipo-oxygénase, ce produit est un activateur des PPARs ;
- On a récemment montré qu'ils pourraient jouer un rôle lors de la fécondation en activant le spermatozoïde après sa phase de repos dans les trompes de Fallope. Un des composés endocannabinoïdes naturellement présent à la fois dans l'appareil génital masculin et féminin se montre en effet capable (démontré in vitro) d'activer le canal ionique qui contrôle l'entrée d'ions calcium chargés positivement dans le spermatozoïde, ce qui accélère les mouvements du flagelle. Les fumeurs de marijuana pourraient ainsi avoir des problèmes de fertilité expliqués par une hyper-activation de ce canal ionique, qui provoquerait un comportement anormal des spermatozoïdes[8],[9].

## Cannabinoïdes synthétiques
Historiquement, les premières synthèses en laboratoire des cannabinoïdes ont été basées sur la structure des cannabinoïdes végétaux mais de nouveaux composés apparaissent maintenant, basés sur la structure des endocannabinoïdes.
Les cannabinoïdes synthétiques sont particulièrement utiles pour les expérimentations visant à déterminer le rapport entre la structure moléculaire et l'activité du cannabinoïde.
On peut citer notamment le dronabinol (nom commercial Marinol) ou le nabilone. Le namisol est à l'étude (dronabinol sous forme de comprimés).
En juillet 2006, le cannabigérol est présenté par Yehoshua Maor, chercheur brésilien à l'Université hébraïque de Jérusalem (Israël). Le cannabigérol est présenté comme un médicament contre l'hypertension avec des effets secondaires légers, de plus il a un léger effet anti-inflammatoire.
Avec l'essor de la vente de produits à base de CBD (fleurs, résines, infusions, liquides à cigarette électronique…) en bureaux de tabac et magasins spécialisés, chaque année, de nouveaux cannabinoïdes de synthèse voient le jour sur le marché, comme c'est le cas pour le HHC (Hexahydrocannabinol), le HHCO (Hexahydrocannabinol-acétate) et le HHCP (Hexahydrocannabiphorol) qui possèdent des propriétés psychoactives, avant d'être classés comme stupéfiant par l'ANSM et interdits à la vente.

## Cannabinoïdes issus du génie génétique
Selon un article publié début 2019 dans la Revue Nature il est désormais possible de faire produire des cannabinoïdes biosynthétisés par une levure génétiquement modifiée, pour des usages médicinaux ; ces cannabinoïdes sont a priori semblables à ceux trouvés dans le cannabis. À Toronto, les biochimistes de la société Trait Biosciences ont « produit du cannabis génétiquement modifié pour produire des cannabinoïdes solubles dans l’eau destinés à l'industrie des boissons. Ils essaient également de modifier leurs plantes pour que chaque tissu, et pas seulement les glandes à résine de cannabis qui sécrètent normalement les cannabinoïdes, puisse produire de nouveaux composés dérivés du cannabis ».
Une société est même capable de produire des cannabinoïdes qui n'existent pas dans la nature, mais qui pourrait avoir des propriétés également intéressantes pour la médecine. Au Canada, InMed Pharmaceuticals a préféré utiliser des bactéries pour produire des cannabinoïdes (Escherichia coli, bactérie déjà couramment utilisée en laboratoire).
Néanmoins, à l'Université de Californie (Los Angeles) le biochimiste Jim Bowie a récemment décrit une autre voie, encore plus simple et moins coûteuse de transformer des sucres en cannabidoïdes, sans même passer par la biosynthèse dans une cellule. Il a déjà réussi avec son équipe à produire un précurseur des formes inactives de THC et de CBD en quantités commercialement viables. Une start-up dénommée Invizyne Technologies pourrait développer et commercialiser cette voie de synthèse.

## Anti-cannabinoïdes de synthèse
- Le plus connu est le rimonabant, médicament utilisé en 2007-2008 dans certaines formes d'obésité, qui a été retiré de la vente pour cause d'effets dépressifs.
- Le taranabant testé comme traitement potentiel de l'obésité du fait de ses propriétés anorexigènes[17],[18]. En octobre 2008, Merck a stoppé les essais cliniques à la suite d'effets secondaires importants notamment des dépressions et des syndromes anxieux[19].